# West Indies Cricket Team in Kenia in der Saison 2001
Die Tour des West Indies Cricket Teams nach Kenia in der Saison 2001 fand vom 15. bis zum 19. August 2001. Die internationale Cricket-Tour war Bestandteil der Internationalen Cricket-Saison 2001 und umfasste drei ODIs. Die West Indies gewannen die Serie 3–0.

## Vorgeschichte
Die West Indies bestritten zuvor eine Tour in Simbabwe, für Kenia war es die erste Tour der Saison. Es war das erste Aufeinandertreffen der beiden Mannschaften bei einer Tour.

## Stadien
Die folgenden Stadien wurden für die Tour als Austragungsort vorgesehen.
| Stadion              | Stadt   | Kapazität | Spiele      |
| -------------------- | ------- | --------- | ----------- |
| Simba Union Ground   | Nairobi | 28.000    | 1. ODI      |
| Gymkhana Club Ground | Nairobi | 7.000     | 2. & 3. ODI |

## Kaderlisten
Die Mannschaften benannten die folgenden Kader.
| Test | Test |
| Kenia | West Indies |
| --- | --- |
| - Maurice Odumbe (K) - Josephat Ababu - Jimmy Kamande - Hitesh Modi - Collins Obuya - David Obuya (wk) - Thomas Odoyo - Peter Ongondo - Kennedy Otieno (wk) - Brijal Patel - Ravindu Shah - Martin Suji - Tony Suji - Steve Tikolo | - Carl Hooper (K) - Marlon Black - Courtney Browne (wk) - Shivnarine Chanderpaul - Pedro Collins - Corey Collymore - Daren Ganga - Chris Gayle - Wavell Hinds - Reon King - Kerry Jeremy - Neil McGarrell - Dave Mohammed - Mahendra Nagamootoo - Dinanath Ramnarine - Marlon Samuels - Ramnaresh Sarwan |

## One-Day Internationals

### Erstes ODI in Nairobi
| 15. August Scorecard | Nairobi (SUG) | West Indies 311-4 (50)           | – | Kenia 205 (49.3) |
|                      |               | West Indies gewinnt mit 106 Runs |   |                  |

### Zweites ODI in Nairobi
| 18. August Scorecard | Nairobi (GCG) | Kenia 192 (49.1)                  | – | West Indies 193-4 (45.5) |
|                      |               | West Indies gewinnt mit 6 Wickets |   |                          |

### Drittes ODI in Nairobi
| 19. August Scorecard | Nairobi (GCG) | Kenia 232-7 (50)                  | – | West Indies 234-3 (47.1) |
|                      |               | West Indies gewinnt mit 7 Wickets |   |                          |